# Trolleybus de Lublin
 (septembre 2019).
Si vous disposez d'ouvrages ou d'articles de référence ou si vous connaissez des sites web de qualité traitant du thème abordé ici, merci de compléter l'article en donnant les références utiles à sa vérifiabilité et en les liant à la section « Notes et références ».
Le trolleybus de Lublin est un réseau de trolleybus qui dessert l'agglomération de Lublin en Pologne. C'est une des trois villes polonaises à être actuellement dotée d'un tel réseau, avec Gdynia et Tychy.

## Réseau actuel

### Aperçu général
Le réseau actuel (9 septembre 2019) compte huit lignes.
| Ligne numéro | Tracé |
| 151          | Abramowice – Kunickiego – pl. Bychawski – al. Piłsudskiego – Lipowa – Al. Racławickie – al. Kraśnicka – Węglin |
| 152          | Plac Dworcowy – Stadionowa – Muzyczna – Nadbystrzycka – Zana – Filaretów – Jana Pawła II – Granitowa – Osiedle Poręba |
| 153          | Pancerniaków – Grygowej – Dekutowskiego – Droga Męczenników Majdanka – Fabryczna – Al. Zygmuntowskie – al. Piłsudskiego – Narutowicza – Głęboka – Wileńska – Bohaterów Monte Cassino – Armii Krajowej – Orkana – Roztocze – al. Kraśnicka – Węglin                                                                                          |
| 154          | Węglin – al. Kraśnicka – Roztocze – Orkana – Armii Krajowej – Bohaterów Monte Cassino – Zana – Filaretów – Głęboka – Muzyczna – Stadionowa – Młyńska – Dworcowa – Młyńska (powrót: Dworcowa – Gazowa – Młyńska) – Stadionowa – Lubelskiego Lipca '80 – al. Unii Lubelskiej – Podzamcze – Unicka – Obywatelska – Chodźki – Chodźki – szpital |
| 155          | Pancerniaków – Grygowej – Mełgiewska – Gospodarcza – Hutnicza – Łęczyńska – Wolska – pl. Bychawski – al. Piłsudskiego – Lipowa – Al. Racławickie – al. Kraśnicka – Zana – Zana ZUS |
| 156          | Felin – Doświadczalna – Franczaka „Lalka” – Droga Męczenników Majdanka – Fabryczna – al. Unii Lubelskiej – Zamojska – Kard.St.Wyszyńskiego – Królewska – Lubartowska – Obywatelska – Chodźki – Chodźki – szpital |
| 157          | Zana Leclerc – Zana – Filaretów – Jana Pawła II – Krochmalna – Diamentowa – Zemborzycka – Kunickiego – Dywizjonu 303 – Krańcowa – Droga Męczenników Majdanka – Franczaka „Lalka” – Doświadczalna – Felin |
| 158          | Felin – Doświadczalna – Franczaka „Lalka” – Droga Męczenników Majdanka – Fabryczna – Al. Zygmuntowskie – al. Piłsudskiego – Lipowa – Al. Racławickie – al. Kraśnicka – Zana – Zana ZUS |
| 159          | Osiedle Poręba – Granitowa – Jana Pawła II – Armii Krajowej – Bohaterów Monte Cassino – Wileńska – Głęboka – Narutowicza – Bernardyńska – Zamojska – Fabryczna – Łęczyńska – Hutnicza – Gospodarcza – Mełgiewska – Mełgiewska WSEI |
| 160          | Osiedle Poręba – Granitowa – Jana Pawła II – Filaretów – Jana Pawła II – Krochmalna – Diamentowa – Zemborzycka – Kunickiego – Pl. Bychawski – Wolska – Fabryczna – al. Unii Lubelskiej – Zamojska – Kard.St.Wyszyńskiego – Królewska – Lubartowska – Obywatelska – Chodźki – Chodźki – szpital                                              |
| 161          | Osiedle Poręba – Granitowa – Jana Pawła II – al. Kraśnicka – Bohaterów Monte Cassino – Zana – Nadbystrzycka – Krochmalna – Gazowa – Dworzec Główny PKP – Dworcowa – Młyńska – Stadionowa – Lubelskiego Lipca '80 – plac Bychawski – Wolska – Droga Męczenników Majdanka – Franczaka „Lalka” – Doświadczalna – Felin                         |